# 新幹線E6系電力動車組
新幹線E6系電力動車組（日语：新幹線E6系電車）是東日本旅客鐵道（JR東日本）于2013年3月16日投入营运的新在直通运行用迷你新幹線（秋田新幹線）车辆。

## 概要
秋田新干线第二代用车，同时也是东北新干线最高时速360km/h目标为基础开发之车辆。2013年3月16日开始执行的运行图中以“超级小町”號班次投入秋田新幹線营运，亦投入与其它形式混编的疾風號、山彥號、那須野號的运用。
本系列于2014年獲日本鐵道友之會桂冠奖（ローレル賞），2015年获得日本設計振興基金会好設計獎（グッドデザイン賞）。

## 沿革

### 开发历程
基于JR東日本在2002年制定的中期经营构想「ニューフロンティア21」（New Frontier 21）中“希望构建世界第一的铁道系统”的愿景，计划将新干线的最高营运速度设定为360km/h。为了实现这一目标，JR东日本2005年在公司内设立“新干线高速化推进项目”，开发了FASTECH 360，并于2008年开始进行了包括地面设备在内的各种试验。基于试验结果，同E5系一同研制的迷你新干线新型车辆。

### 纳入
量产试制车2010年6月運抵仙台港。同年7月9日，在新干线综合车辆中心向媒体公开展示。随后暂时以S12编组的名义開始在東北新幹線和秋田新幹線上做营运前的试验。“S”用来标示与车系无关的非营运车辆。
2012年11月，量产车开始引入，2013年3月16日商业营业开始，當時最高时速为300km/h。到2014年3月15日底在标准规格的新干线区间最高时速为320km/h。到那时为止，预计将有24列编组列车投入使用（包括量产试制车）。量产车为Z编组，基本上與量产试制车一样，普通车廂和綠色车厢的總定員人数减少一名，共计336名。
另外，Z9编组于2013年5月31日从兵库县川崎重工由JR貨物的機車牽引經在來線進行甲种运送，它继海上运输之后，成为首列在铁路运输的新幹線列車编组
。

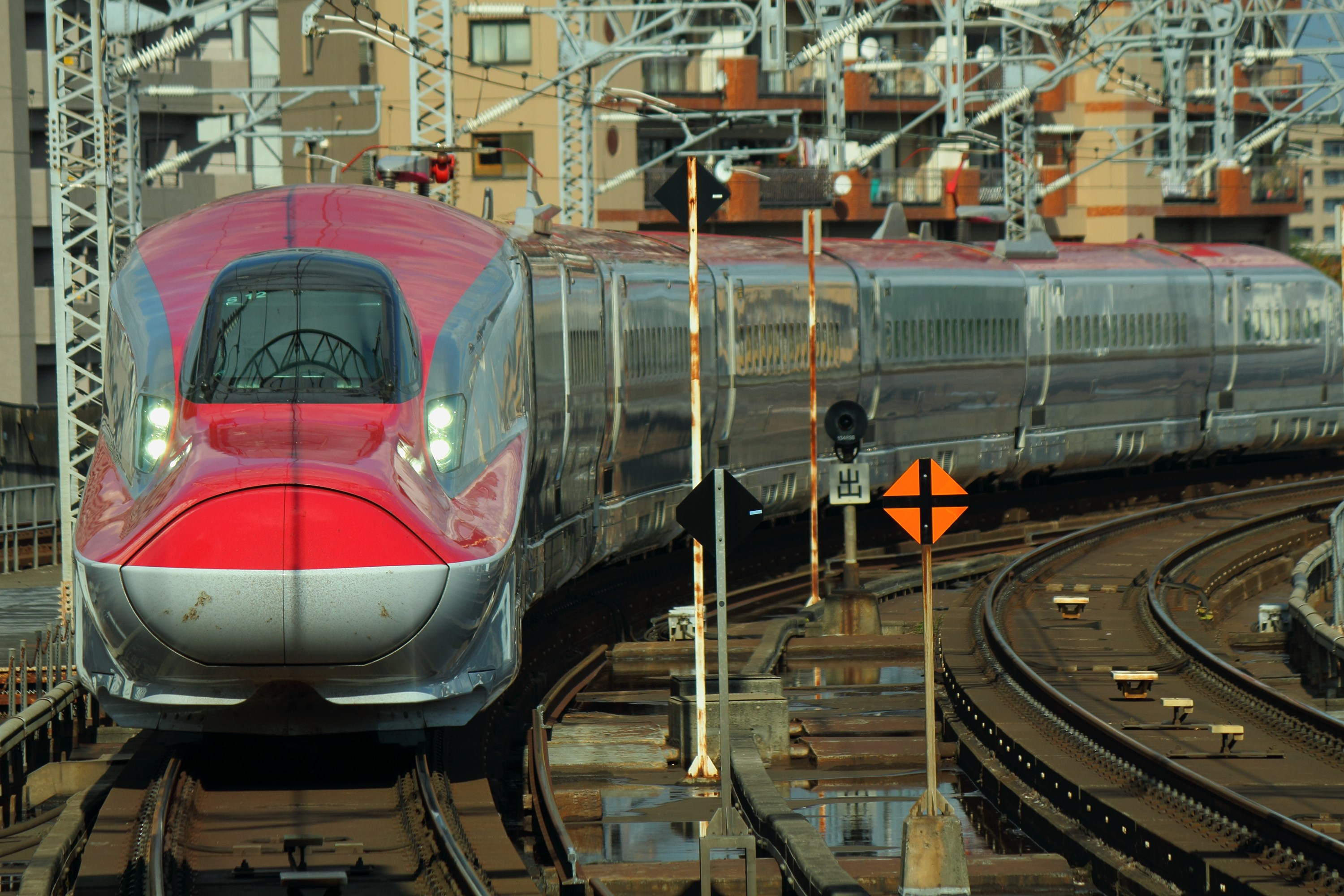
正在仙台進行試車的量产试制用E6列車（S12编组），攝於2011年11月。
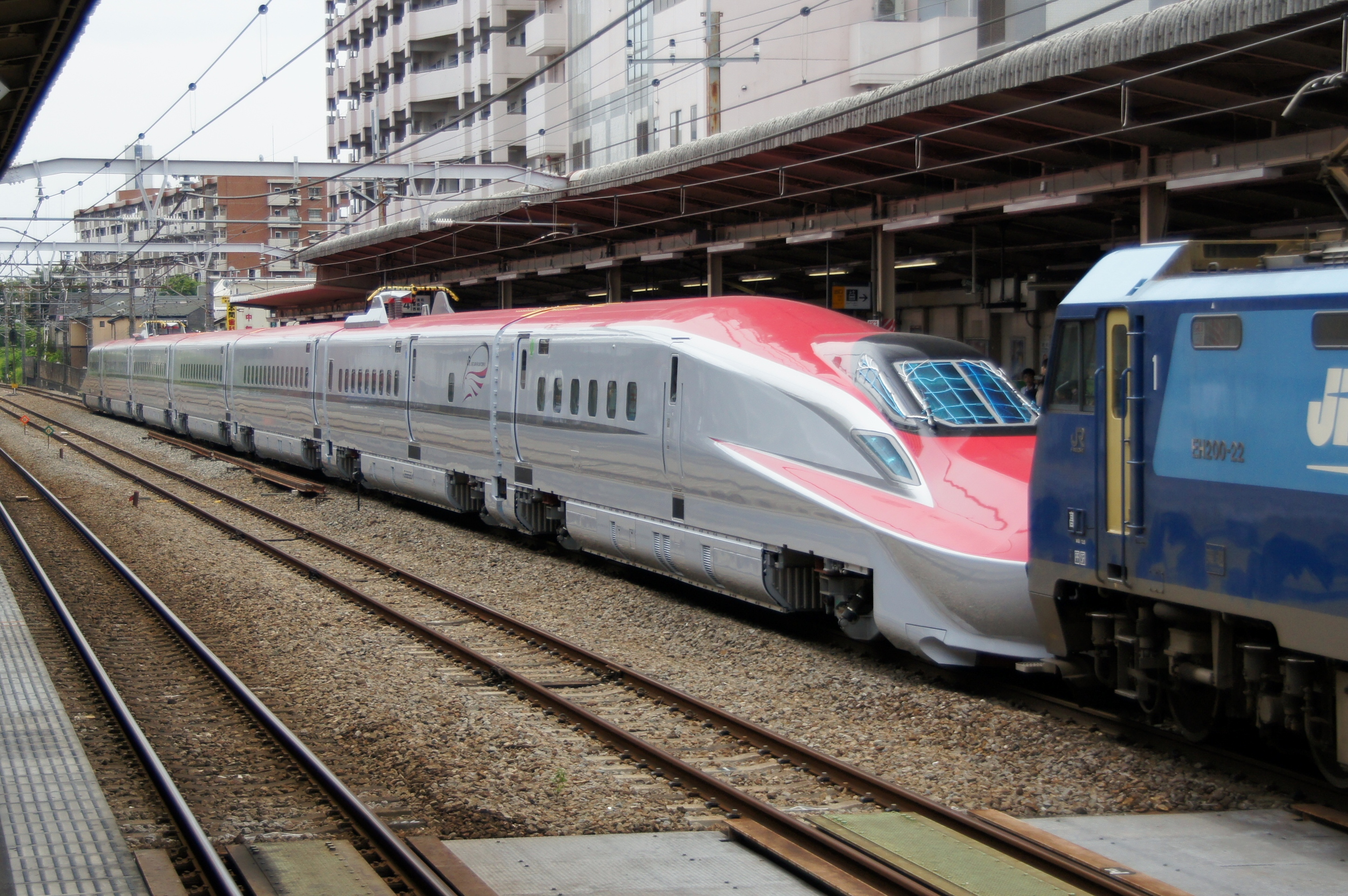
正由EH200型機車牽引通過西国分寺的Z9編組，是第一列交付至秋田車輛中心的E6系車輛。

### 投入商业运营

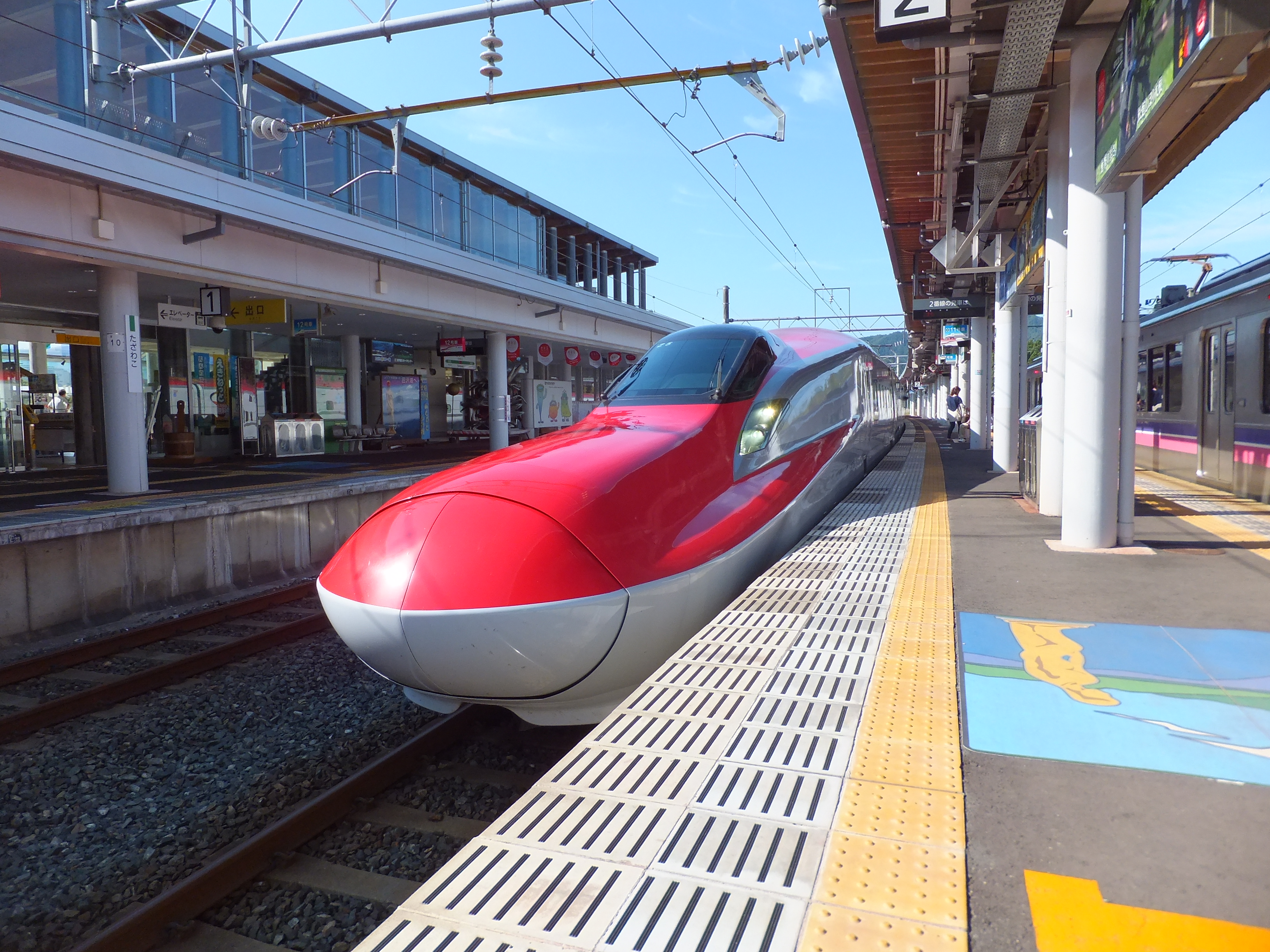
“小町26号”
（2013年9月24日摄于田泽湖车站）

在2013年3月16日的时刻表订正中，E6系共计4编组投入“超级小町号”运营。列车在运营初期以300km/h的最高速度行驶，“超级小町号”与“隼号”的混编运行亦一同开始。另外，部分E5系“疾风号”也于“超级小町号”进行混编运营。
2013年4月以后，每月1-2编组陆续落成，依次替换现有的E3系0番台。另外，由于“小町号”E3系替换的影响，部分列车开始在东京站–盛冈站之间与「疾风号」的混编列车运行。因此最高速度为275km/h。不过在时刻表订正前，会按照3月時刻改正的班次继续运行。
- 2013年6月1日・15日・7月20日
  - 投入「小町号」各1往返班次。截至2月20日，「超级小町号」4往返・「小町号」3往返使用E6系[16][17]。
- 9月28日
  - 时刻表订正。增加4编组共计13编组。「超级小町号」充当7往返（3往復増发）・「小町号」充当3往返。
  - 投入盛冈站始发的的「疾风号」1往返，仙台站始发的「山彦号」2往返，那須塩原站始发的的「那须野」2往返[18][19]。
- 11月15日
  - 2014年2月15日进行追加投入。「超级小町号」充当7往返・「小町号」充当8往返（増发5往返之外，仙台站 - 秋田站間1往返）[20]。

2014年2月27日，量産试制车S12編组完成量産化改造，同时更名为Z1編组。

### 最高时速320km/h运营开始
在2014年3月15日的时刻表订正中，所有“小町号”列车全部替换为本系列。同时在宇都宫站-盛冈站区间的所有列车最高速度提升至320km/h，之前与之区别的“小町号”衍生名“超级小町号”被废止。另外，部分“小町号”班次与“疾风号”混编运行全部改与“隼号”混编运行，包括用作在盛冈站始发的“隼号”进行加挂。
同月量产车Z23编组完工，2014年4月Z24編組完工、包括量产试制车在内共计24编组已全部完工。

## 构造与性能
车辆是由设计了法拉利恩佐而广为人知的前宾尼法利纳设计师奥山清行操刀设计。
新干线区间中，考量到与E5系并联运行之因素而将最高速度设定为320km/h、起动加速度为1.71km/h/s，在来线区间中分别为130km/h、2.071km/h/s。其7辆编组的动拖比为5：2。由于配备了车体倾斜装置，在新干线区间曲率半径4000m的弯道上也能以320km/h运行。

### 外观
車輛的外觀總體色調為上半部分茜色（近似猩紅色），下半部分飛雲白，交界部位和车辆侧面为“arrowsliver”銀灰色線條。
車头鼻形形状以E955型的“箭线”为原型，鼻形長同为約13米，较E3系长了约6米。車鼻形长度虽然增加，但先头车的乘坐人数较E3系减少，故而E6系比E3系的6辆编组增加了一节车厢，其编组数为7辆。上述的理由，在本系列导入之前改造了在来线区间各站和信号场，以及秋田车辆中心的设备。
车辆下部的机器由底架横向吊挂，为降低噪音，设计为挡板和转向架罩覆盖的构造。可兼作检查罩的挡板和转向架罩上带有隔音材料。此外，为减少抑制编组整体偏航而装备的阻尼器噪音和车厢连接处的风噪，抑制左右晃动，在两节相连的车厢之间以单侧支撑的方式将车顶和侧面进行了分割，用环状结构安装了全周幌（风挡）。
为降低列车重心，车載空调乃装於地板下，故其车顶高度与E5系一样为3650毫米，比E3系的4300毫米為矮。

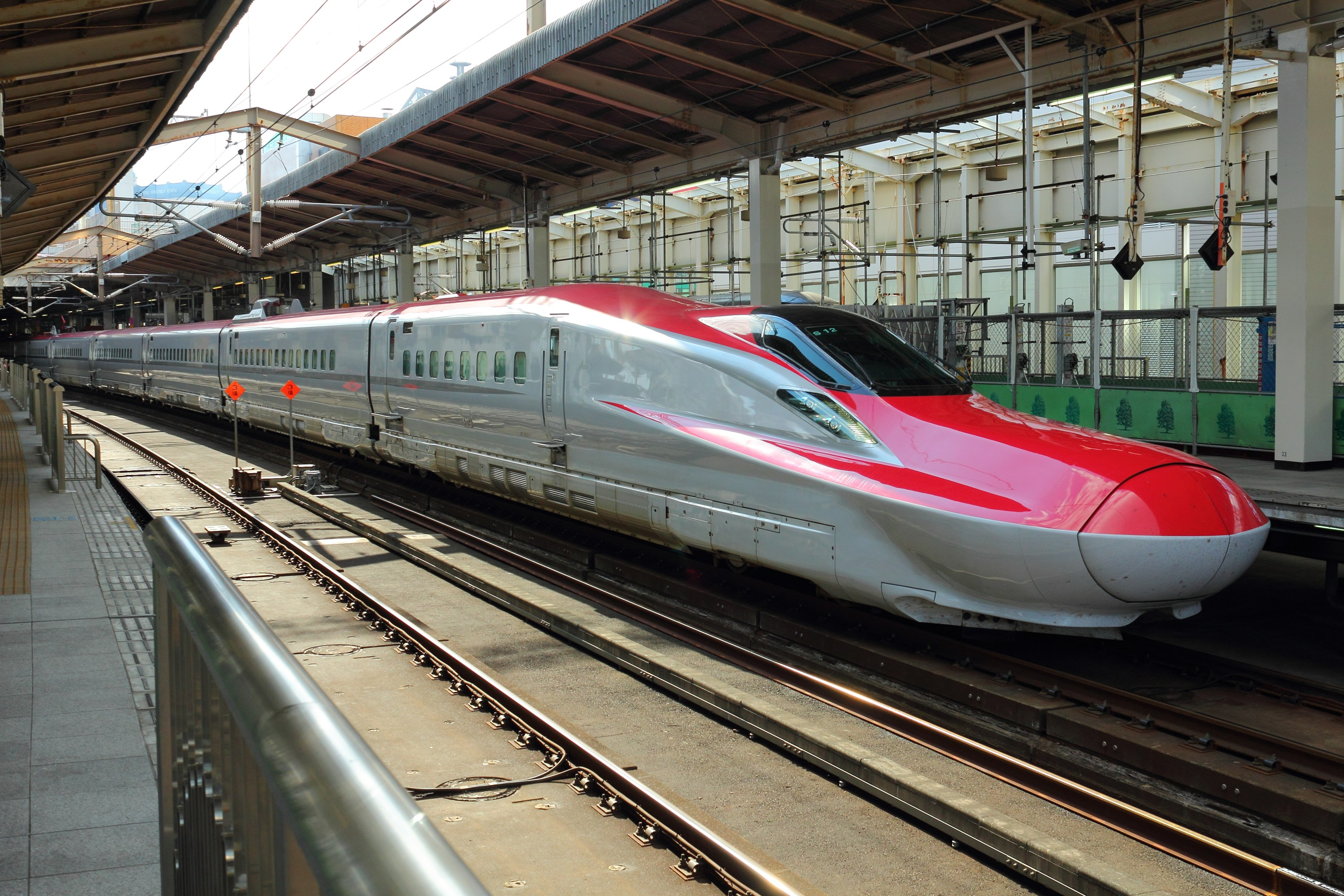
车头形状 （2011年11月9日 仙台站）
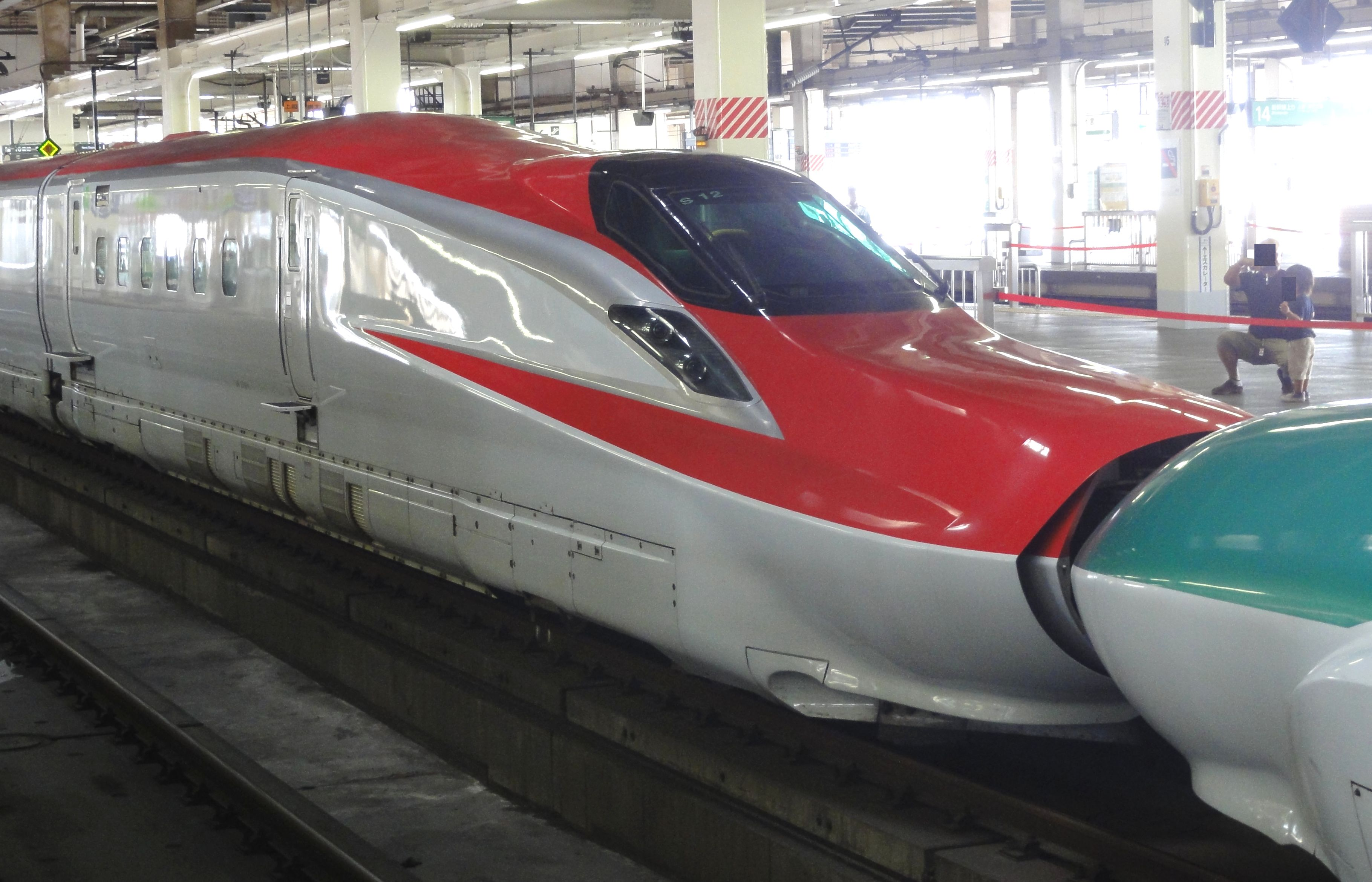
与E5系并联时 （2012年9月18日 大宫站）
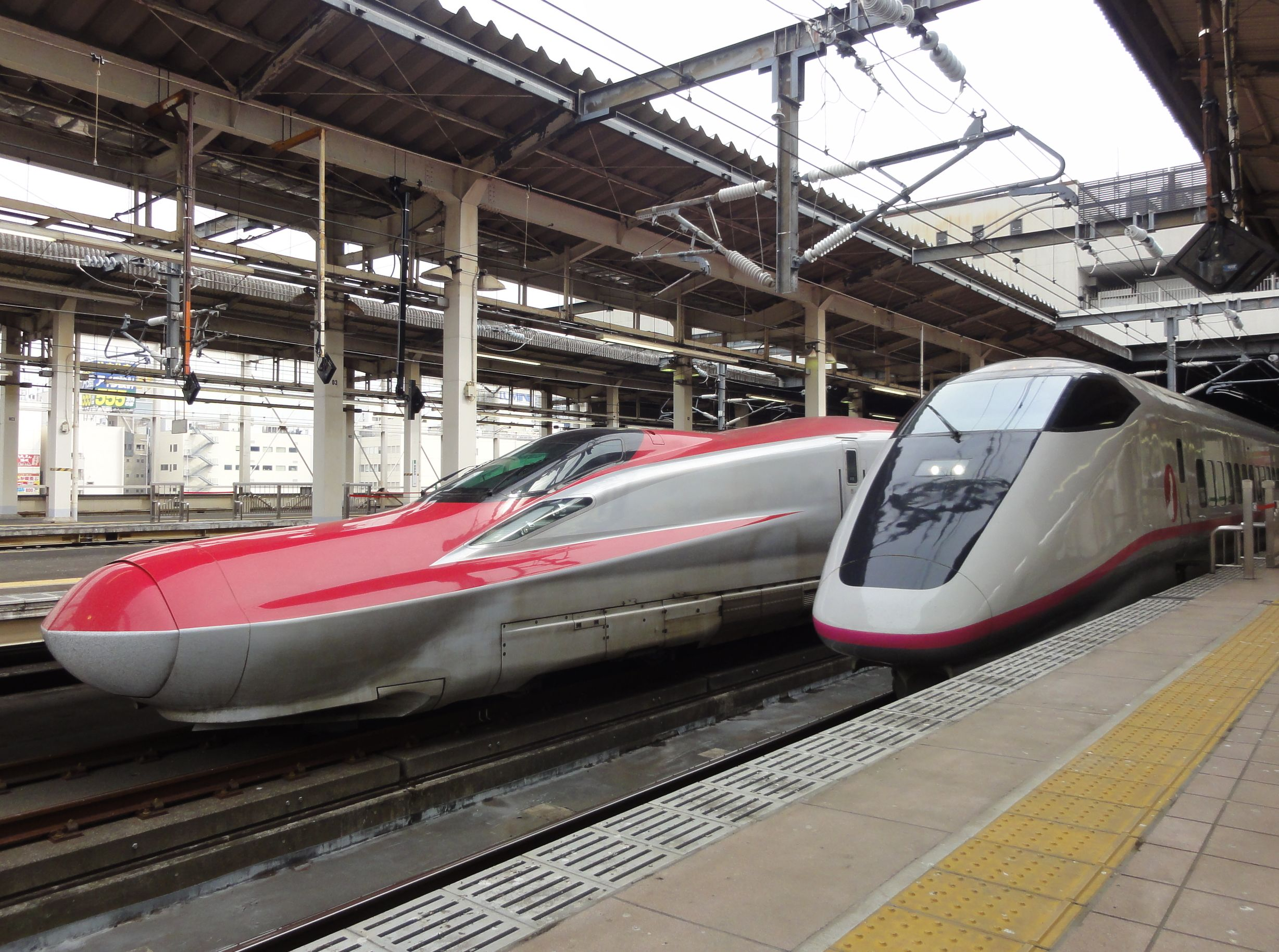
与E3系量産试制车（R1编组）合影 （2013年3月20日 大宫站）
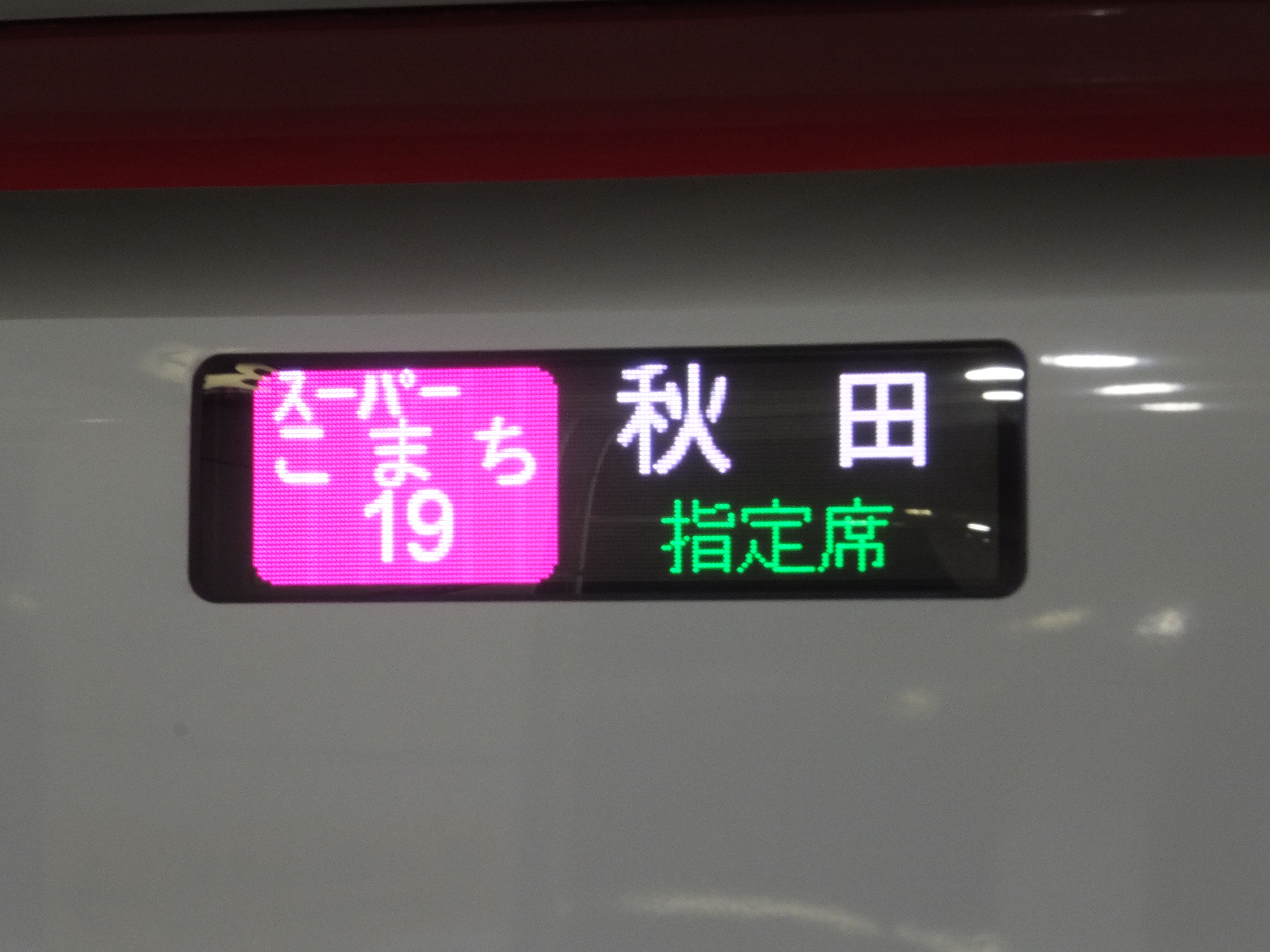
全彩LED式信息方向幕

### 主要设备

#### 电源控制装置
本车采用VVVF控制方式驱动。从高架電車線引来的25kV单相交流電在由主变压器降压的基础上，还需经过主变頻器装置将单相交流电整流为直流电，而后转化为三相交流电驱动主电动机。
全编组由11号到14号车厢4辆（M1sc+Tk+M1+M1）和15号到17号车3辆（M1+T+M1c）2个单元构成，电动车安装了与E5系共通化设计的主变频器装置，主变压器和集电装置则搭载于拖车上。车底设备方面，需要频繁检查的设备大多安装在车辆下行方向左侧（以秋田方向为下行），其上安装了便于维护的检查罩。而无需频繁检查的设备如主变频器则安装于中间空余的位置，同时也采取了小型化设计。辅助电源装置安装在11、17号车厢，电动空气压缩机安装在11、13、15、17号车厢，考虑到车辆倾斜装置需要消耗较多的压缩空气，11号车厢还另外安装了辅助用电动空气压缩机。
主电动机为300kw的MT207三相交流异步电动机，采用WN平行驱动形式。
主变压器采用强制风冷式，容量为3,470kVA (TM213)及4,980kVA (TM214)。为控制噪音、抑制振动，主变压器与车梁之间夹着防振橡胶，安装方式为车体与主变压器两方均装着橡胶的三明治形式。

#### 转向架
采用无摇枕转向架（动车：DT210、DT210A，拖车：TR7009）。车体与转向架框用以力杆悬架连结，转向架上有抑制蛇行运动的抗侧滚扭杆，基础制动与E5系同为气动闸，安装在车轮两侧和车轴上的制动盘与E5系同为中央螺栓固定式，但为了实现轻量化，拖车转向架上每根轮轴的盘式制动器由通常的2片减少为1片。此外，为了新干线区间安定的320km/h直线运行性能和在来线区间的曲线通过性能得以两立，轴距延长为与全规格新干线列车一致的2,500mm，连结转向架框与车体之间用以抑制晃动的抗偏航阻尼器为两根平行安装，其中一根为能够切换阻尼力从而使转向架摆角容许度更大。
简易空气弹簧车体倾斜系统能让车体实现最多1.5度的倾斜，使其曲线行驶舒适度得以提升，并实现新干线区间半径4000m的曲线360km/h的通过性能。不过，车体倾斜系统在在来线区间（盛冈～秋田）并不使用。
全车采用能够抑制振动的电气式主动悬架，但与之平行亦同时搭载了能切换阻尼力的半主动悬架，当主动悬架出现系统错误等故障时可以备用。

#### 集电装置
编组中运行时仅使用一个集电弓（安装在12、16号车厢中前进方向的后者），故而采用了不易离线的PS209型琴键式低噪音集电弓。集电弓侧面安装了用以降低噪音的隔音板，但不是E955型那样的可动式，而是固定式。这是由于若与E5系使用相同尺寸隔音板的话会受在来线区间车辆限界的影响，且可动式在故障而不可动的情况下会变成很大的阻碍（不安装隔音板的话车辆在全规格区间高速行驶时无法达到噪音基准，无法收纳的话在在来线区间会超出车辆限界而无法运行。），故由可靠性观点出发而采用固定式设计，隔音板的大小在符合在来线车辆限界的情况下较E5系小。
为了减少噪音，特高壓引通線和E2系0番台一样设置于车内顶棚处。

### 內部
车内以“舒畅”、“温馨”、“自在”为主旨，把恰到好处作为设计理念。普通车厢的座椅间隔统一为980mm。
车内设备方面，配备了电源插座（绿色车厢所有座席、普通车厢的靠窗座位及前后端座位）和阅读灯。此外，作为防盗措施，车厢内装设了监控摄像头。
基于无障碍空间理念，车内采用了方便带方向舵的电动轮椅（日本一种针对高龄者设计的三轮或四轮低速电动车辆，法规上只能通行于人行道）进出的多用途卫生间。
由於構造為新在直通用，因此與E5系/H5系（東北.北海道新幹線），E7系/W7系（北陸新幹線.上越新幹線）及E956型（ALFA-X）不同的是，不設特等車廂（Gran Class）級別。
全列車落成後，考慮到會有許多遊客攜帶大件行李乘車，因而在2017～2018年間追加設置大件行李擺放區，於普通車廂在奇數車廂車門旁（1號C、D）的座位。

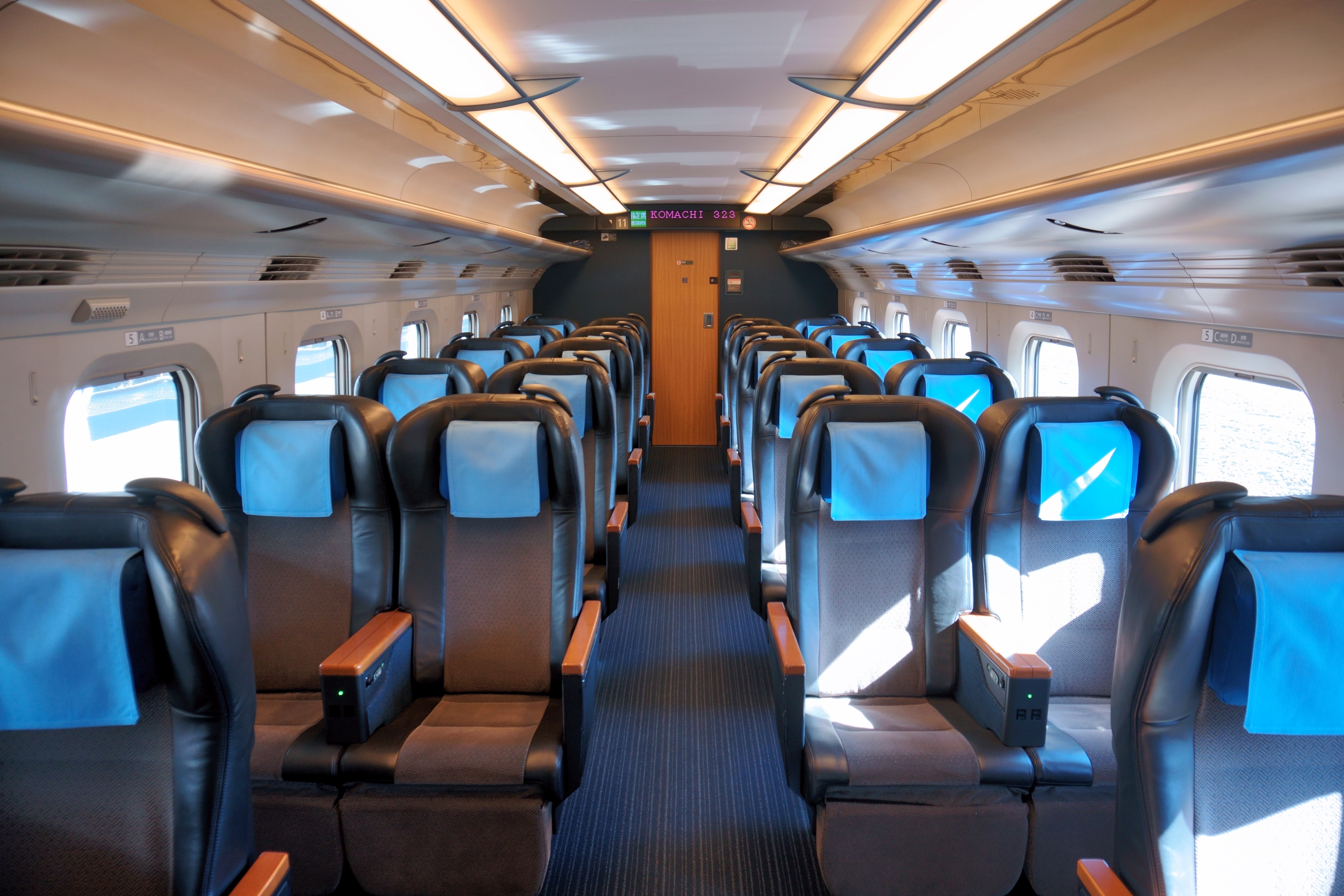
绿色车厢内部
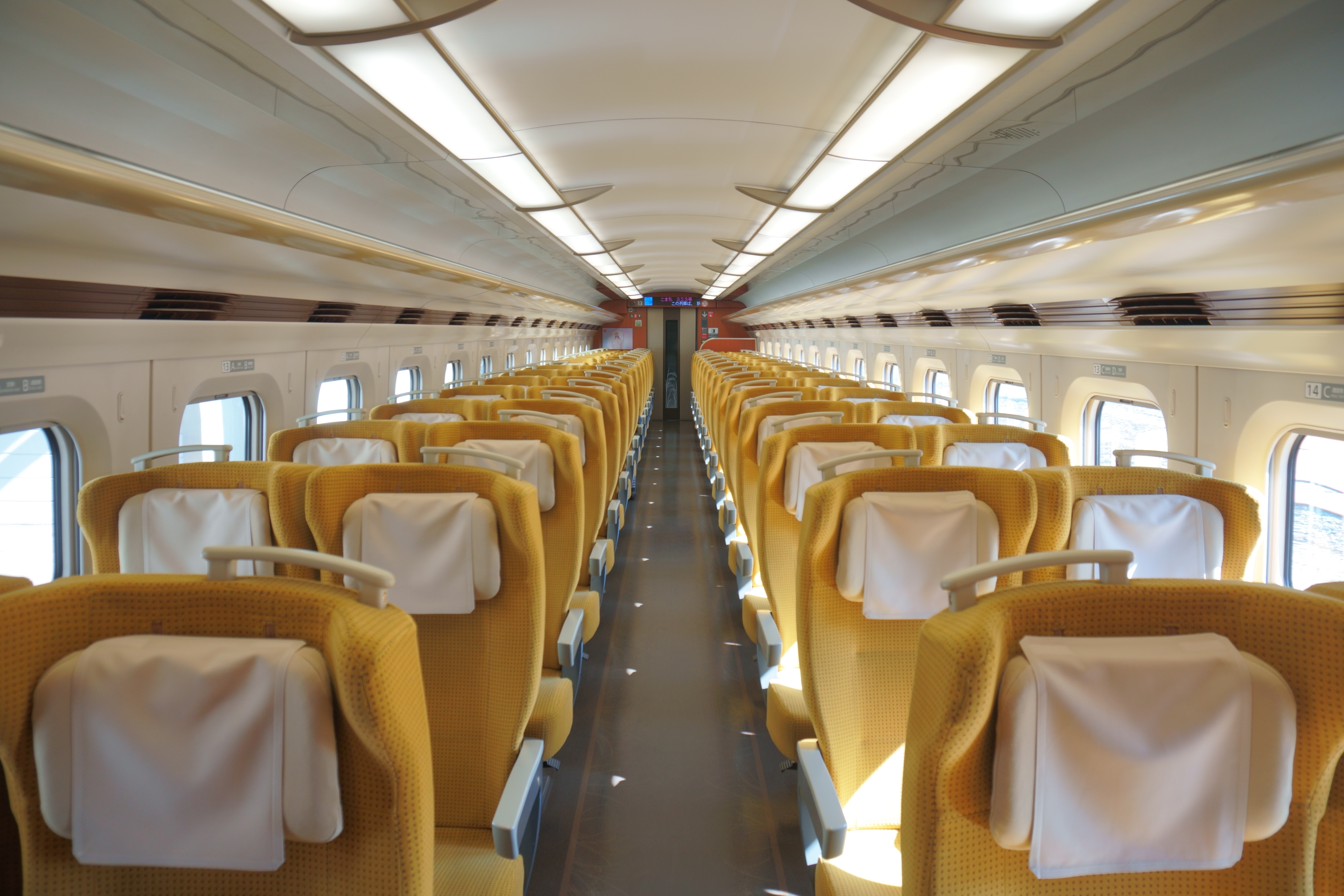
普通車厢内部（13号車）
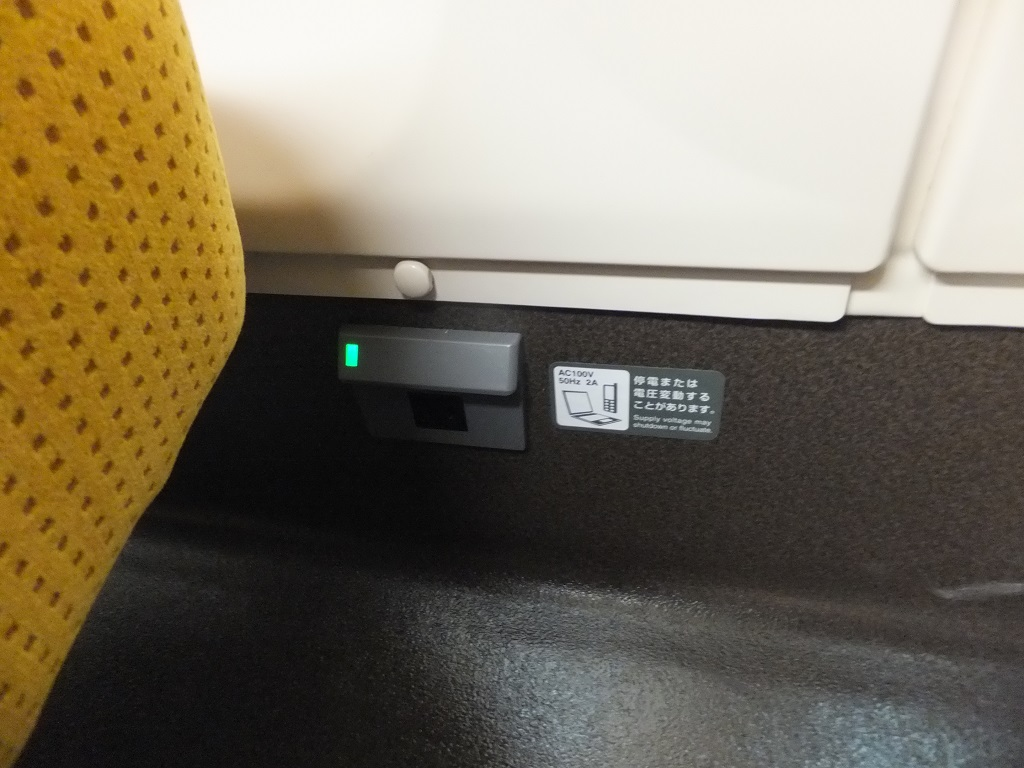
普通車的電力插座
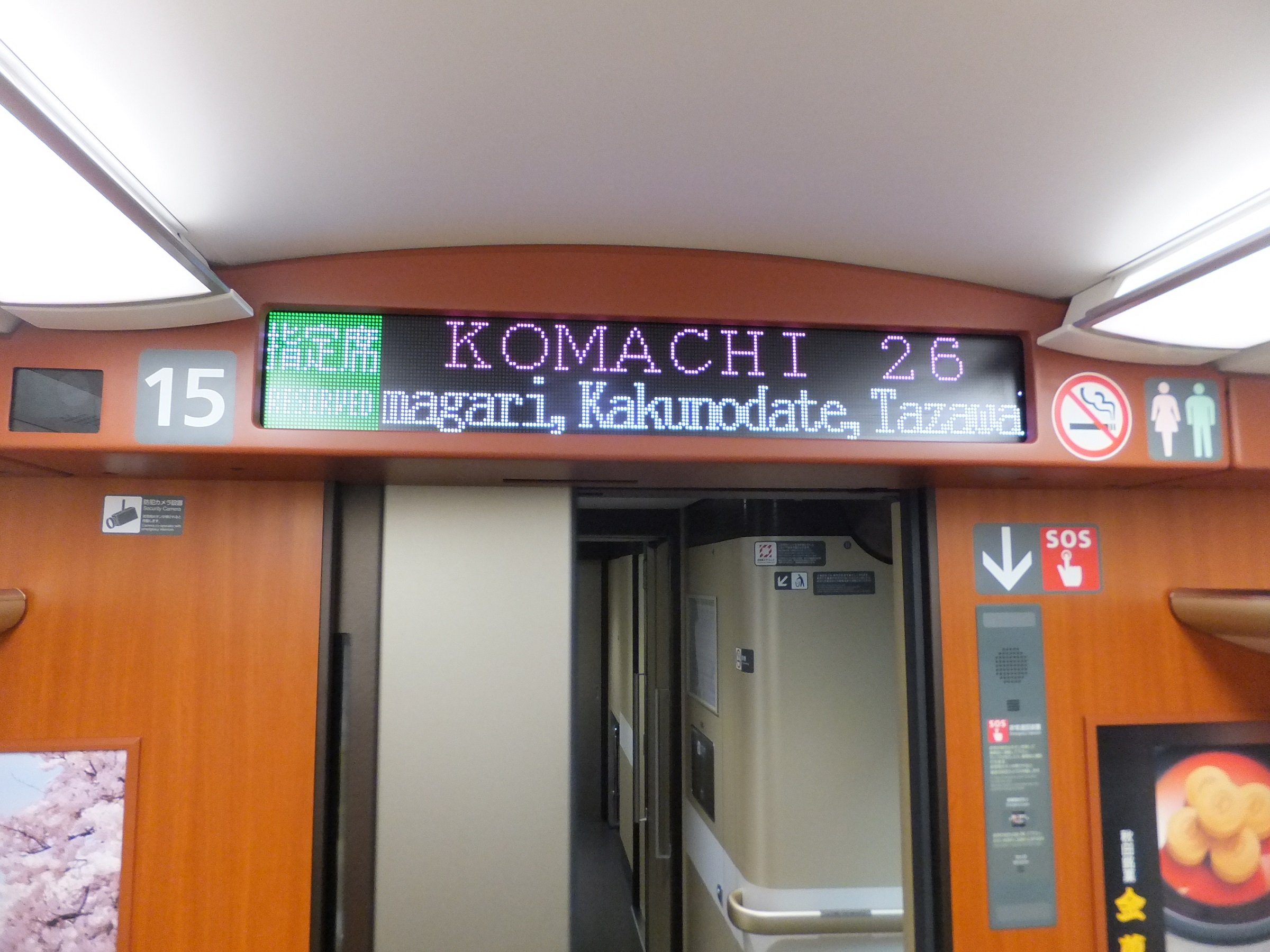
彩色LED式电子信息顯示系統，左端装设监控摄像头。
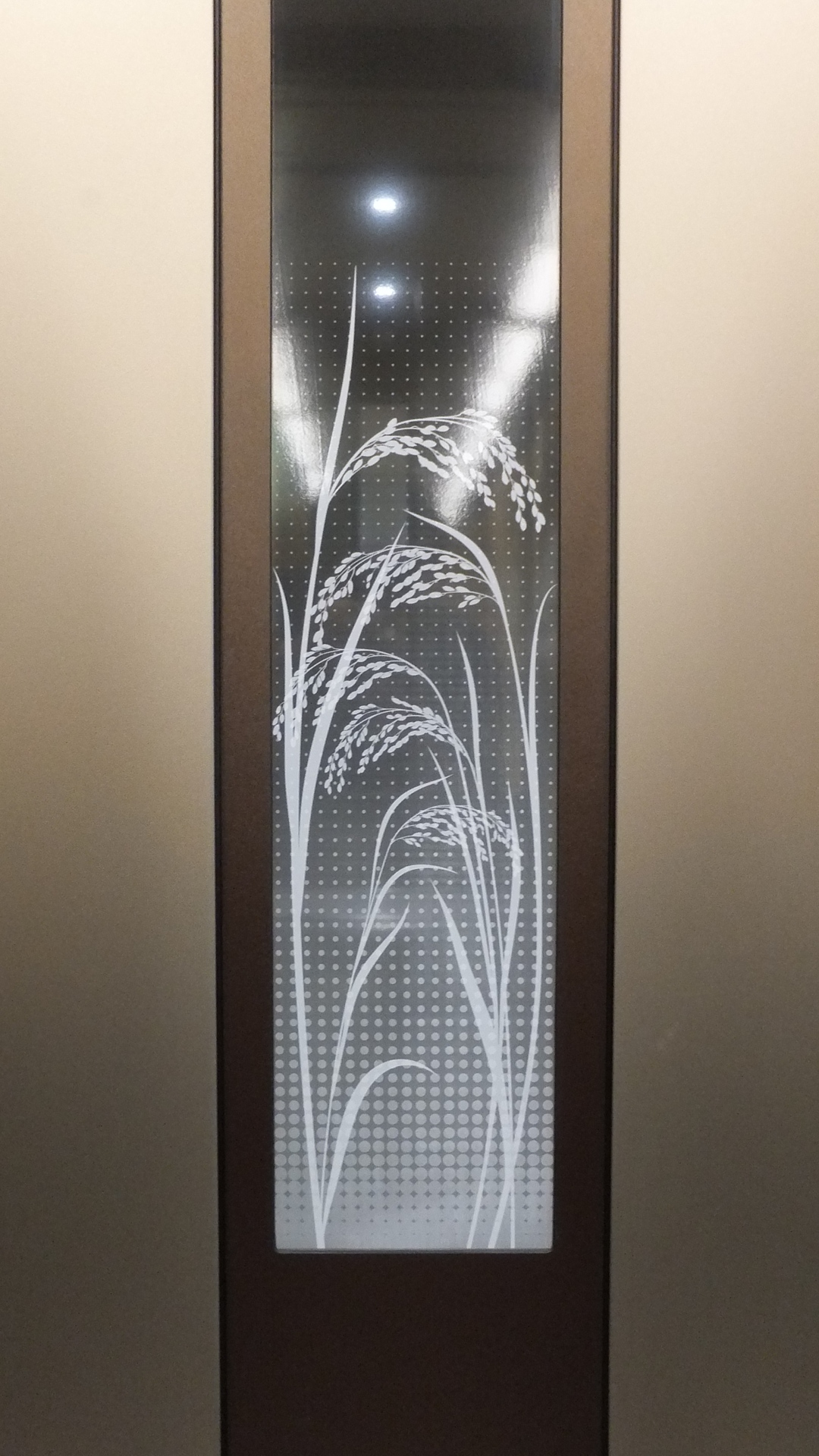
卡组门
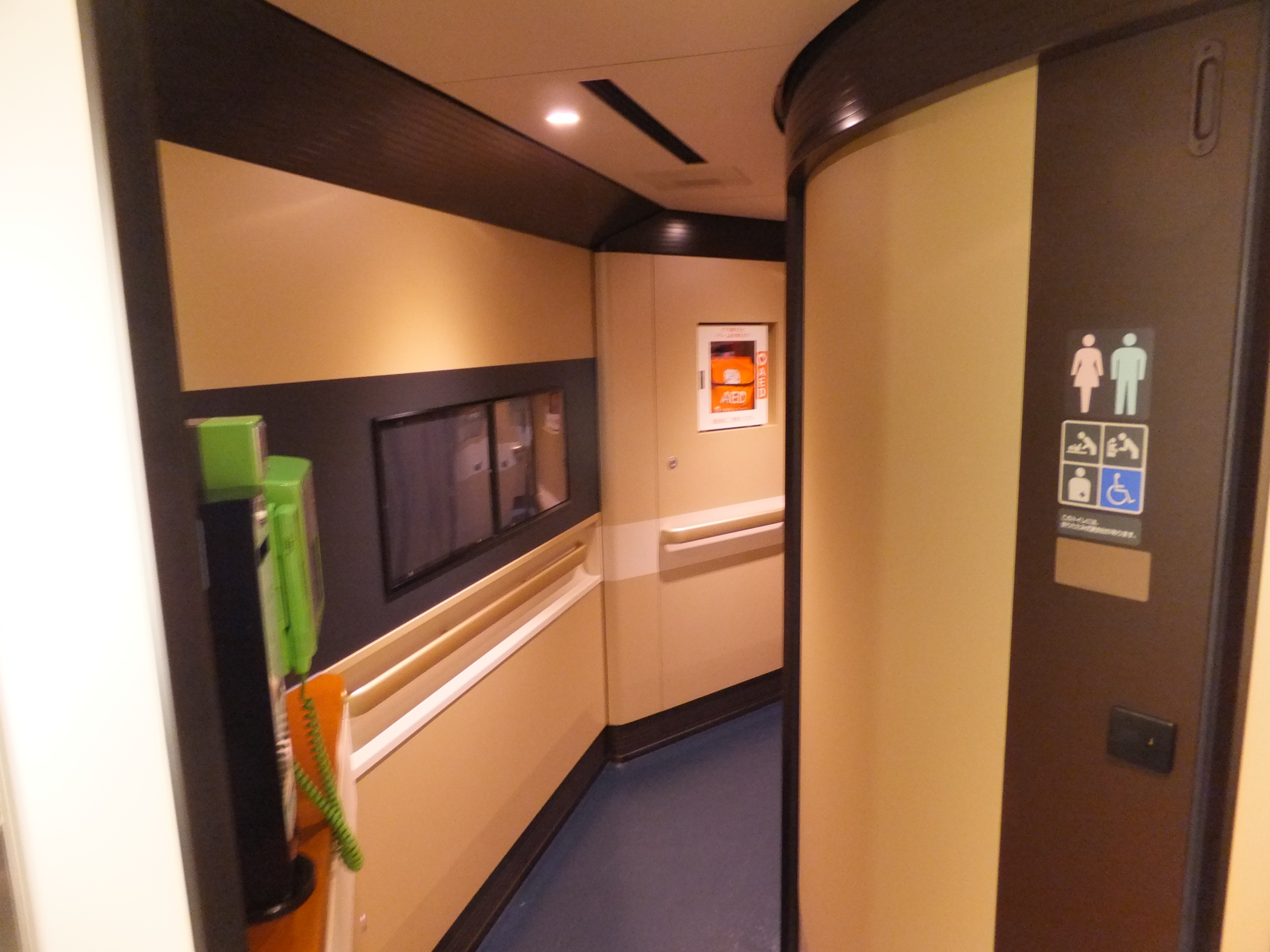
轮椅对应的大型卫生间 （12号車厢卡组）
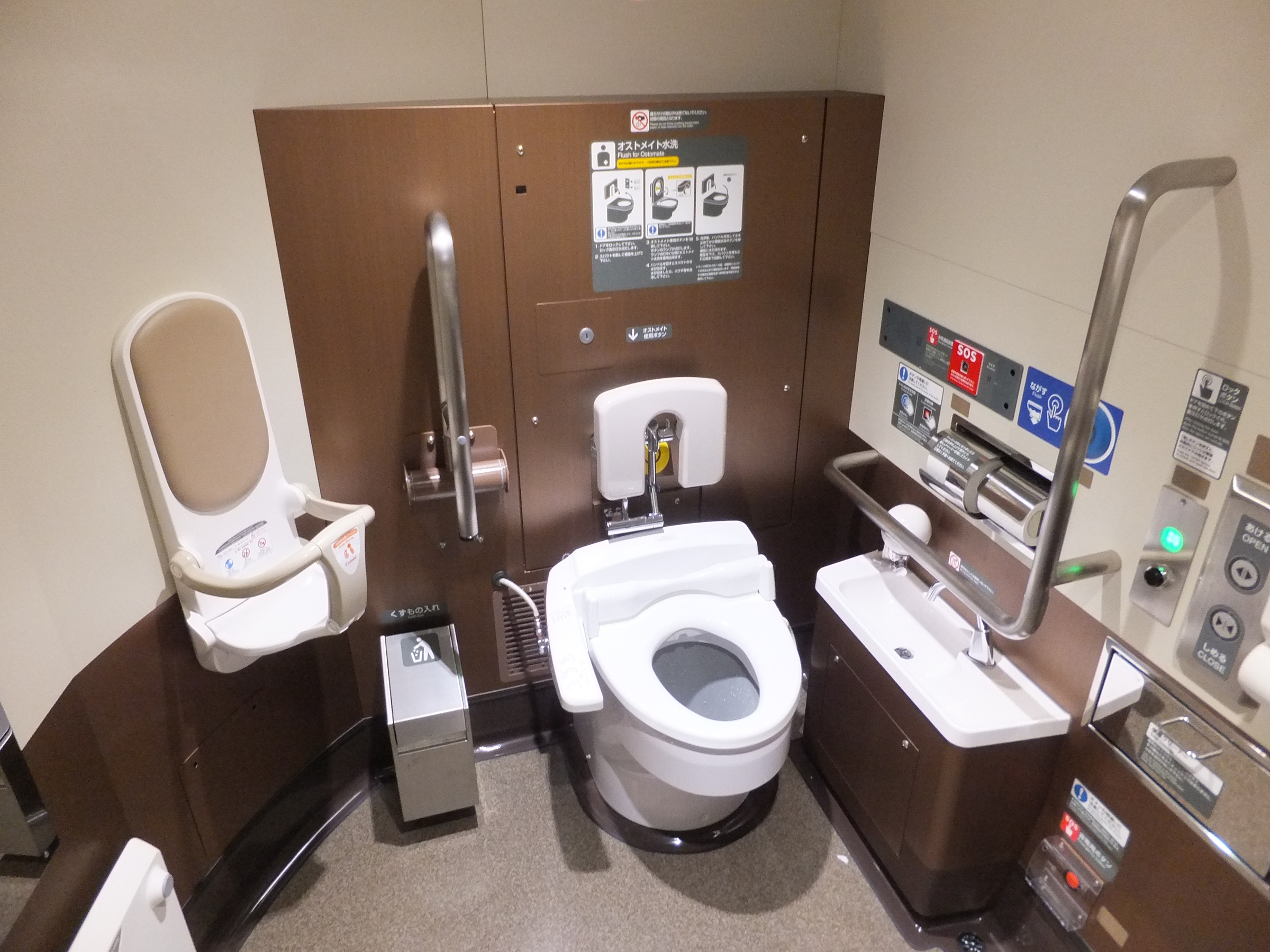
轮椅对应的大型卫生间

## 型式和车型
本系列属于各型式名称和该车型如下所示：
E611型 (M1sc)
设置了一等座席的控制动车，编号为11号车厢。设有朝向东京、秋田方向的驾驶席和轮椅位。装备了主变频装置、辅助电源装置、电动空气压缩机。车头端配备连结器，可与E2系和E5系连结。
E621型 (M1c)
设置了普通座席（二等座席）的控制动车。编号为17号车厢。设有朝向大曲方向的驾驶席。装备了主变频装置、辅助电源装置、电动空气压缩机。
E625型 (M1)
设置了普通座席的动车。
0番台
编号为13号车厢。配备了卫生间、洗脸间，装备了主变频装置、电动空气压缩机。
100番台
编号为14号车厢。配备了卫生间、洗脸间，装备了主变频装置和蓄電池。
E627型 (M1)
设置了普通座席的动车。编号为15号车厢。装备了主变频装置、电动空气压缩机、蓄電池。
E628型 (Tk)
设置了普通座席的拖车。编号为12号车厢。配备了列车长室、卫生间、洗脸间、轮椅对应设备、多用途室、车内售货准备间，装备了主变压器和集电装置。
E629型 (T)
设置了普通座席的拖车。编号为16号车厢。配备了卫生间、洗脸间、公用电话，装备了主变压器和集电装置。

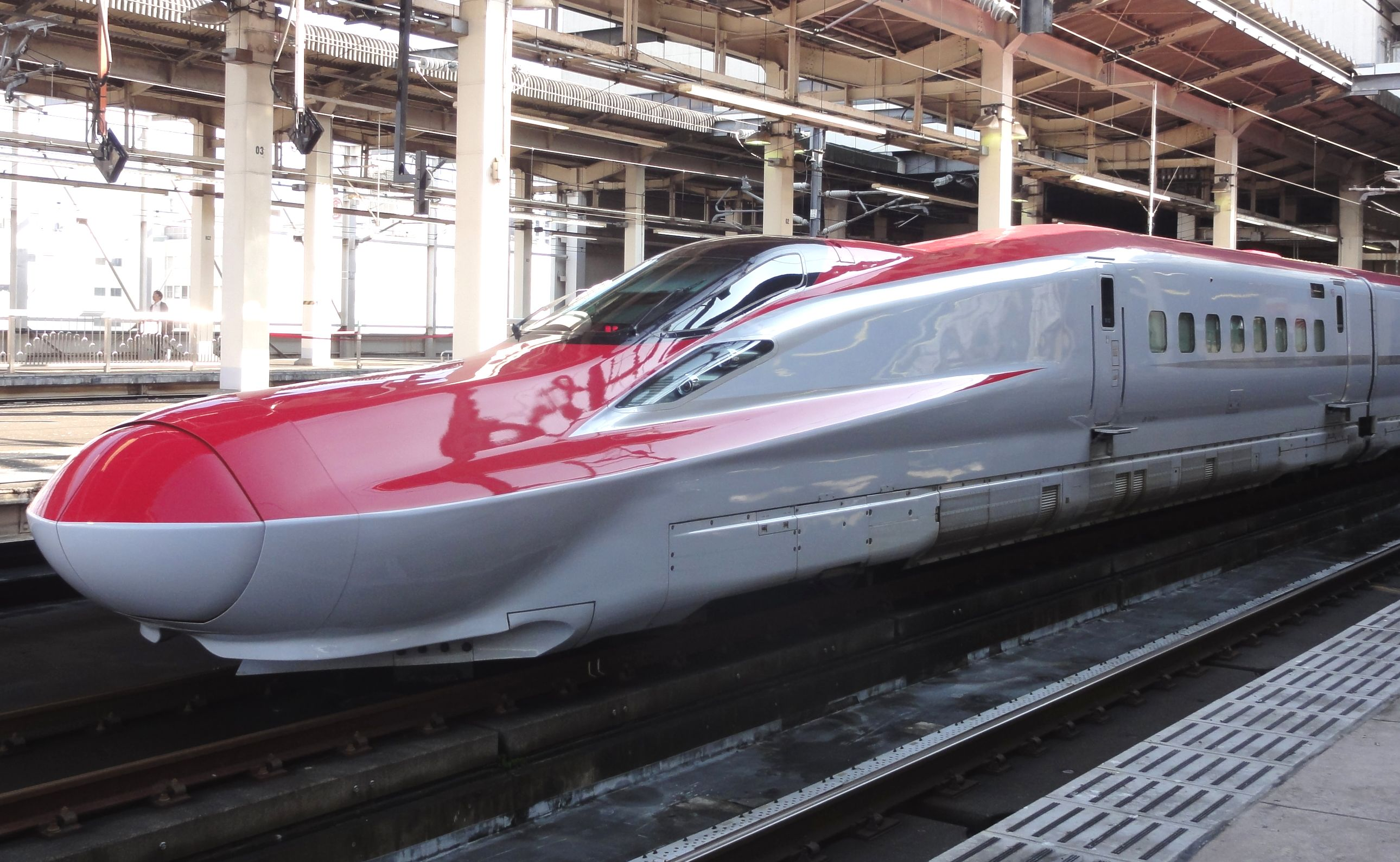
E621型 (E621-1)
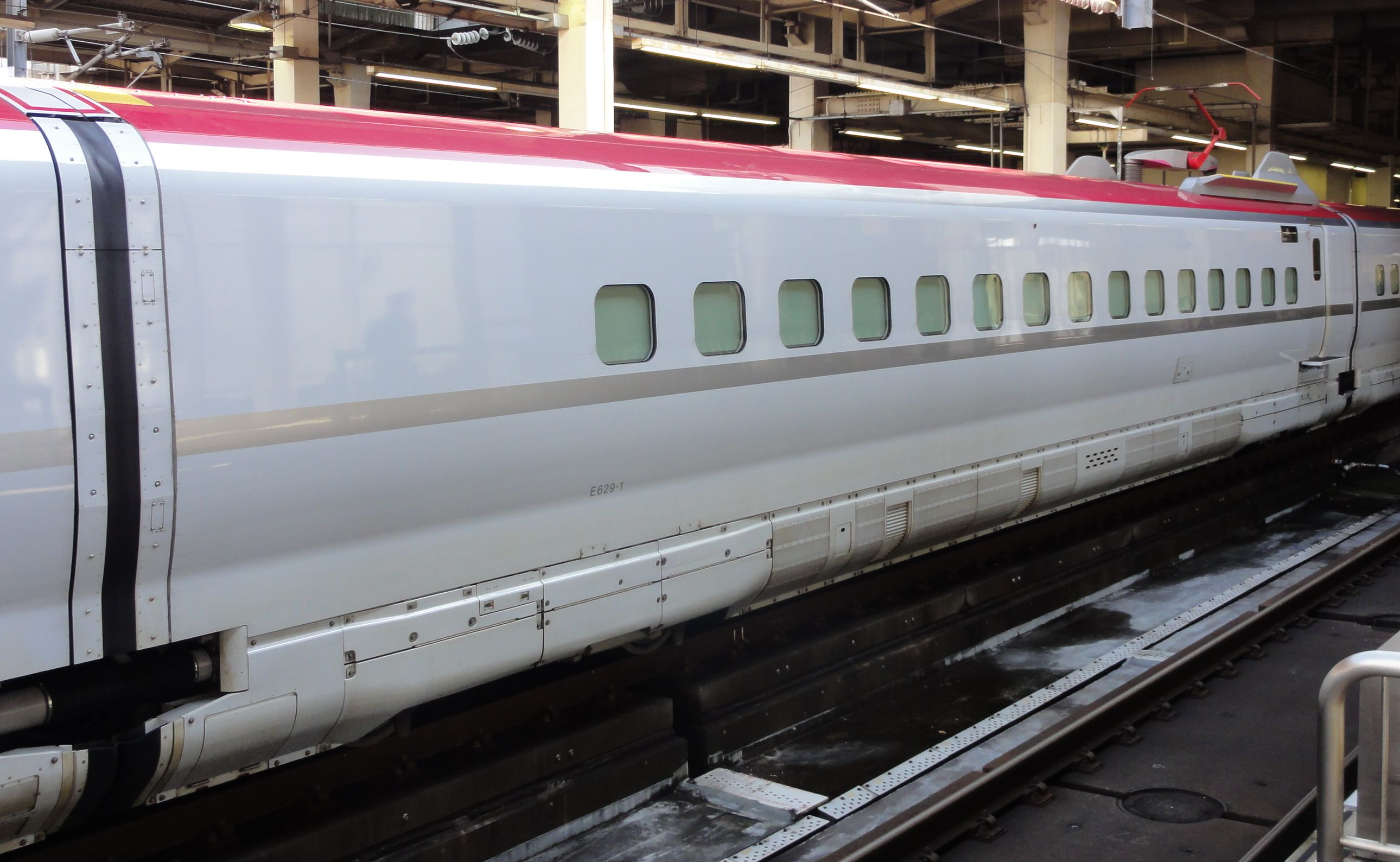
E629型 (E629-1)
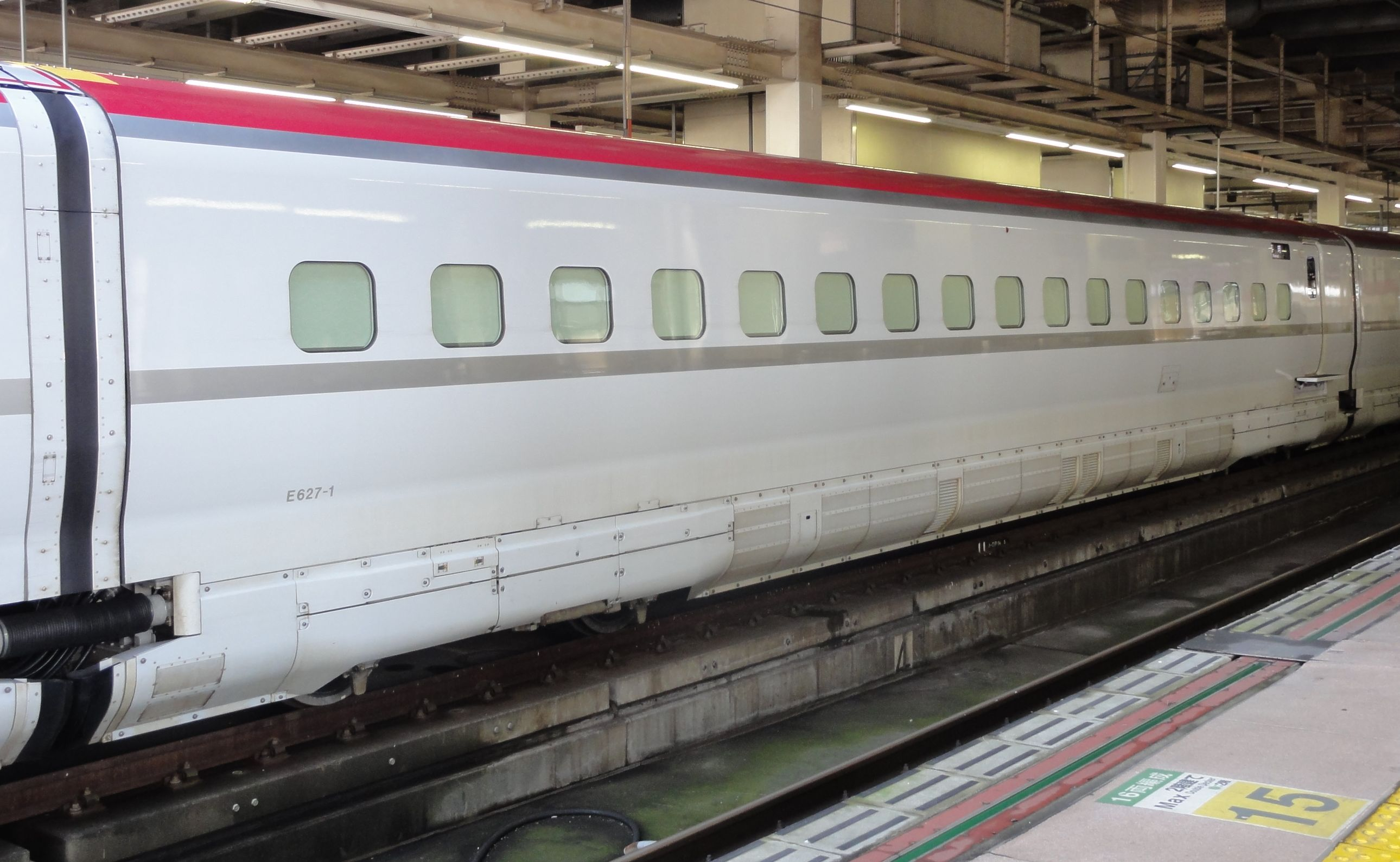
E627型 (E627-1)
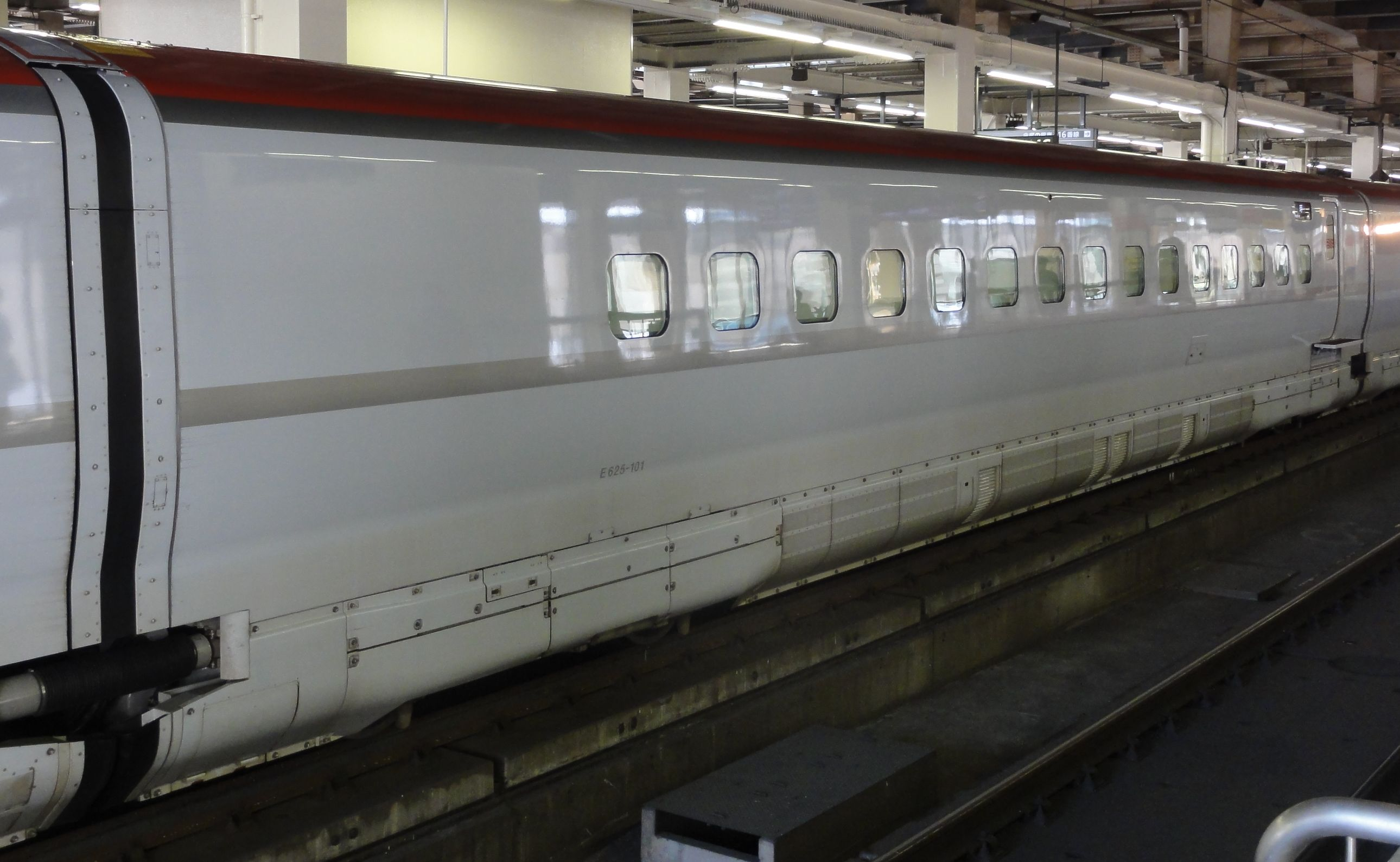
E625型100番台 (E625-101)
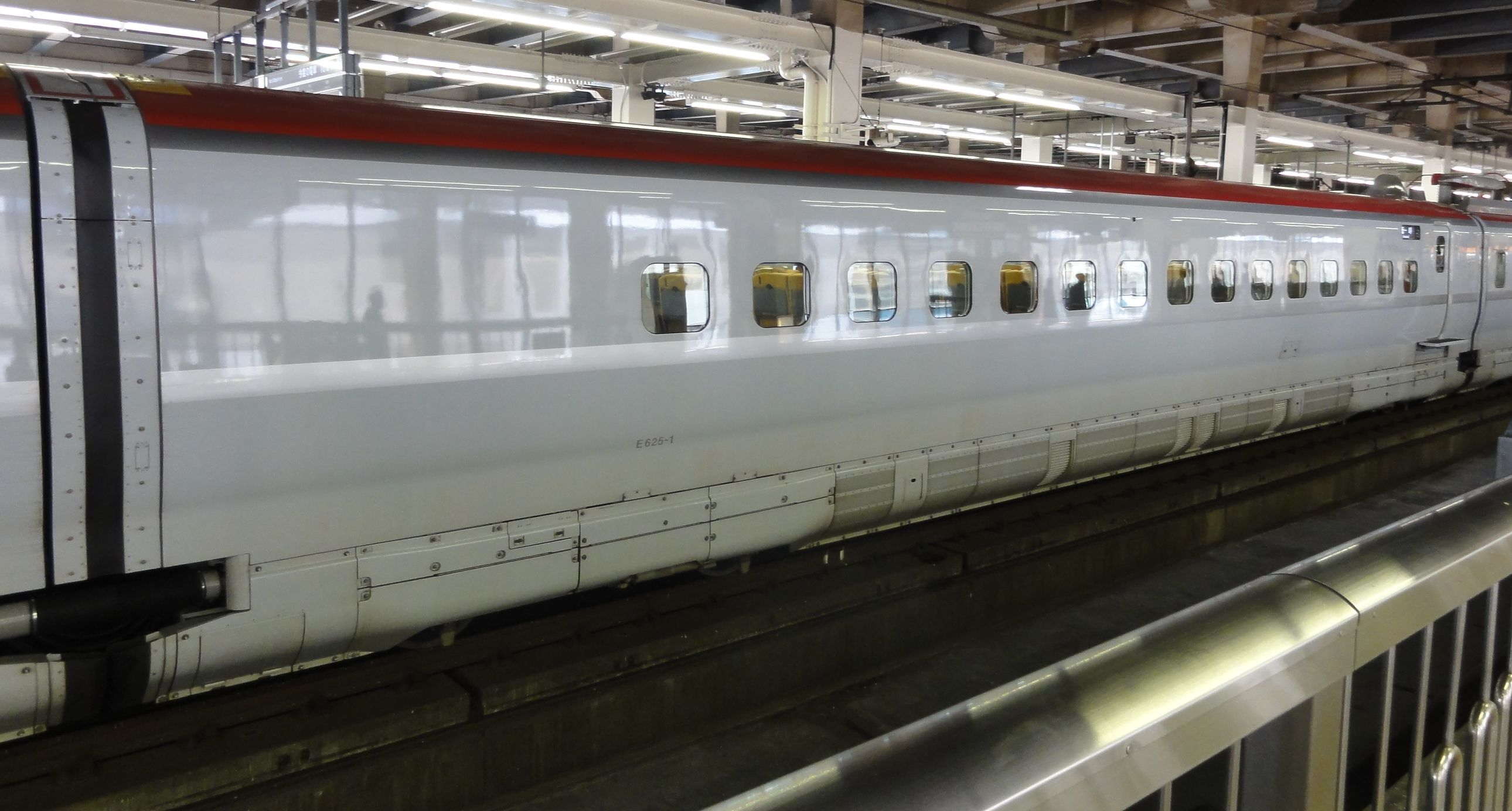
E625型0番台 (E625-1)
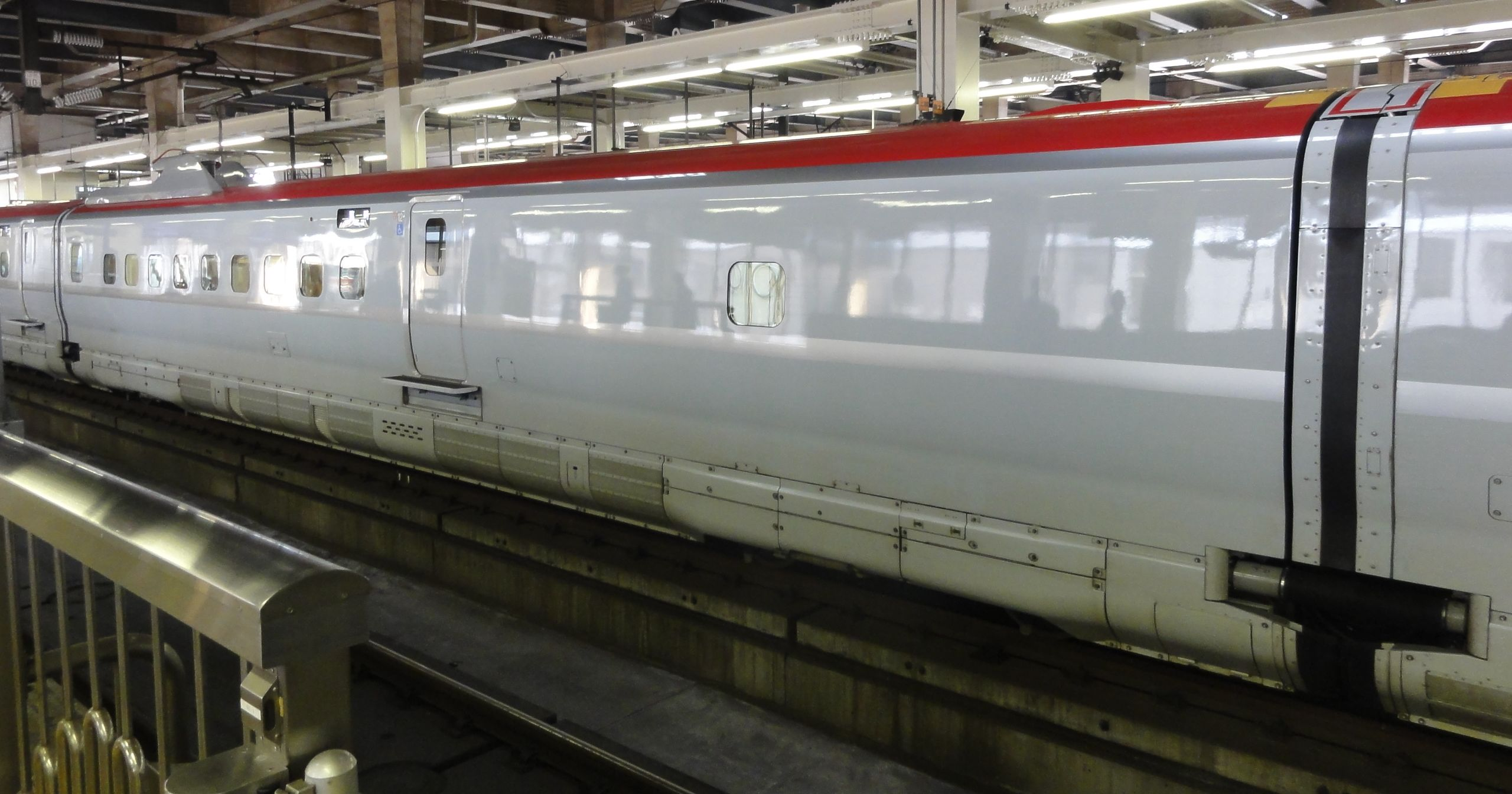
E628型 (E628-1)
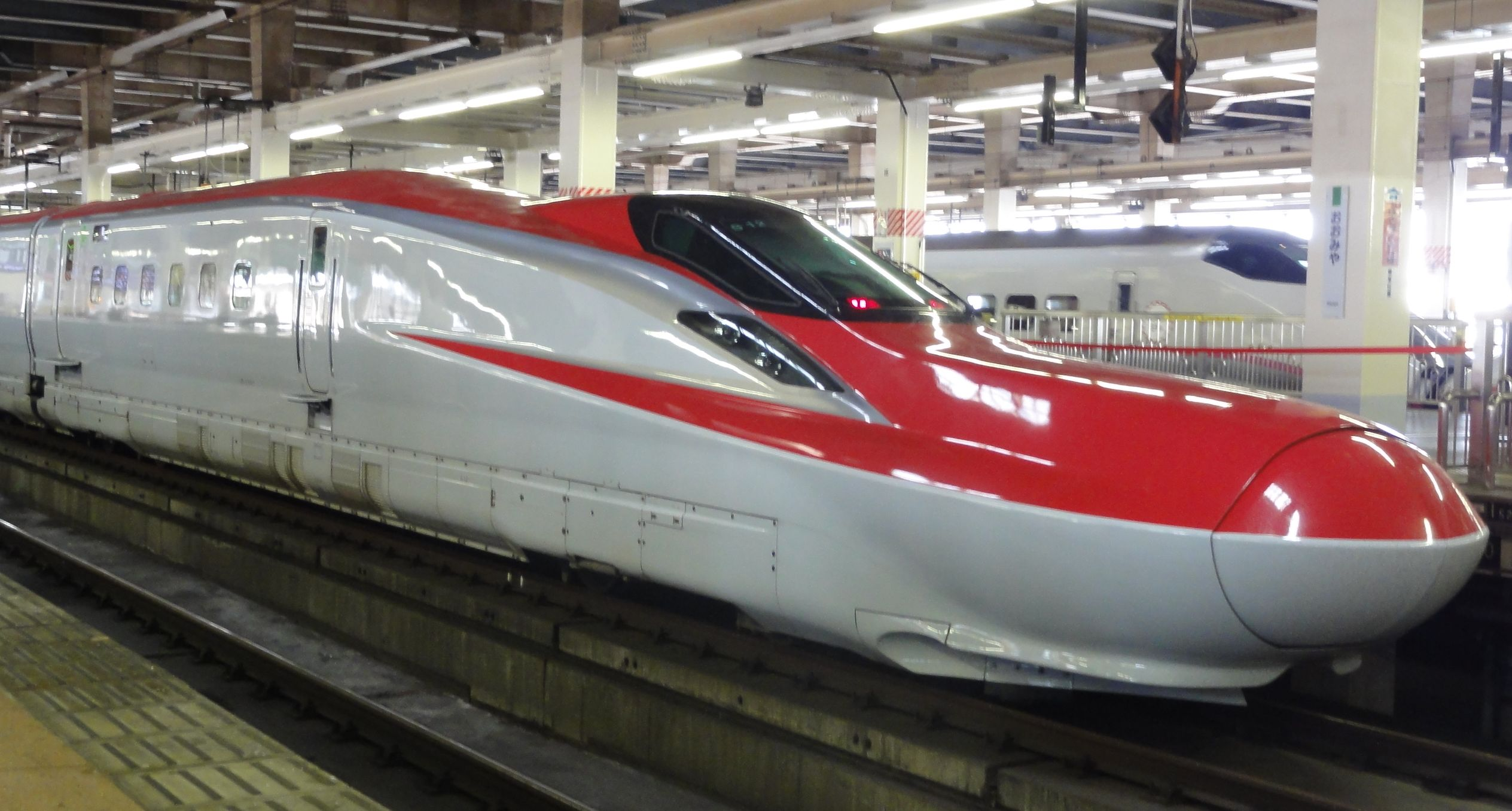
E611型 (E611-1)

### E6系（Z編组）編组表
|          | ←東京/秋田方向盛冈・大曲方向→ | ←東京/秋田方向盛冈・大曲方向→ | ←東京/秋田方向盛冈・大曲方向→ | ←東京/秋田方向盛冈・大曲方向→ | ←東京/秋田方向盛冈・大曲方向→ | ←東京/秋田方向盛冈・大曲方向→ | ←東京/秋田方向盛冈・大曲方向→ |
| -------- | ----------------------------- | ----------------------------- | ----------------------------- | ----------------------------- | ----------------------------- | ----------------------------- | ----------------------------- |
|          |                               |                               |                               |                               |                               |                               |                               |
|          |                               |                               |                               |                               |                               |                               |                               |
| 号車     | 11                            | 12                            | 13                            | 14                            | 15                            | 16                            | 17                            |
| 型式     | E611型 (M1sc)                 | E628型 (Tk)                   | E625型 (M1)                   | E625型 (M1)                   | E627型 (M1)                   | E629型 (T)                    | E621型 (M1c)                  |
| 番台     | 0番台                         | 0番台                         | 0番台                         | 100番台                       | 0番台                         | 0番台                         | 0番台                         |
| 座席     | 绿色車厢                      | 普通車厢                      | 普通車厢                      | 普通車厢                      | 普通車厢                      | 普通車厢                      | 普通車厢                      |
| 定員     | 22                            | 34                            | 60➔58                         | 60                            | 68➔66                         | 60                            | 32                            |
| 动力单元 | 单元1                         | 单元1                         | 单元1                         | 单元1                         | 单元2                         | 单元2                         | 单元2                         |

| \| 編组名 \| 完工日期 \| 製造厂商 \| 備註 \| \| ------ \| ------------------ \| ---------- \| --------------------------------------------------------------------------------- \| \| S12→Z1 \| 2010年7月8日 \| 川崎・日立 \| 量产试制车[註 4]，新製造與試車時編屬新幹線綜合車輛中心，後轉籍秋田車輛中心。 \| \| Z2 \| 2012年11月19日 \| 川崎 \| \| \| Z3 \| 2012年12月3日 \| 川崎 \| \| \| Z4 \| 2012年12月18日 \| 日立 \| \| \| Z5 \| 2013年2月14日 \| 日立 \| \| \| Z6 \| 2013年3月14日 \| 川崎[40] \| \| \| Z7 \| 2013年4月26日[40] \| 川崎[40] \| \| \| Z8 \| 2013年5月18日[40] \| 川崎[40] \| \| \| Z9 \| 2013年6月22日[40] \| 川崎[40] \| 首列以"甲種輸送"方式運送交付之編組，因2022年3月16日福島地震於白石藏王站附近出軌。 \| \| Z10 \| 2013年6月27日[40] \| 日立[40] \| \| \| Z11 \| 2013年7月12日[40] \| 川崎[40] \| 此編組以"甲種輸送"方式運送交付之編組 \| \| Z12 \| 2013年7月10日[40] \| 日立[40] \| \| \| Z13 \| 2013年8月24日[40] \| 川崎[40] \| 此編組以"甲種輸送"方式運送交付之編組 \| \| Z14 \| 2013年8月30日[40] \| 日立[40] \| \| \| Z15 \| 2013年9月14日[40] \| 川崎[40] \| 此編組以"甲種輸送"方式運送交付之編組 \| \| Z16 \| 2013年9月27日[40] \| 日立[40] \| \| \| Z17 \| 2013年10月9日[40] \| 川崎[40] \| 此編組以"甲種輸送"方式運送交付之編組 \| \| Z18 \| 2013年10月25日[40] \| 日立[40] \| \| \| Z19 \| 2013年11月1日[40] \| 川崎[40] \| 此編組以"甲種輸送"方式運送交付之編組 \| \| Z20 \| 2013年11月30日[40] \| 日立[40] \| \| \| Z21 \| 2013年12月11日[40] \| 川崎[40] \| 2020東京奧運廣告塗裝車 \| \| Z22 \| 2014年1月21日[40] \| 川崎[40] \| \| \| Z23 \| 2014年2月13日[40] \| 日立[40] \| \| \| Z24 \| 2014年4月3日 \| 日立[40] \| \| |                |            |                                                                                   |
| 編组名 | 完工日期       | 製造厂商   | 備註                                                                              |
| S12→Z1 | 2010年7月8日   | 川崎・日立 | 量产试制车，新製造與試車時編屬新幹線綜合車輛中心，後轉籍秋田車輛中心。            |
| Z2 | 2012年11月19日 | 川崎       |                                                                                   |
| Z3 | 2012年12月3日  | 川崎       |                                                                                   |
| Z4 | 2012年12月18日 | 日立       |                                                                                   |
| Z5 | 2013年2月14日  | 日立       |                                                                                   |
| Z6 | 2013年3月14日  | 川崎       |                                                                                   |
| Z7 | 2013年4月26日  | 川崎       |                                                                                   |
| Z8 | 2013年5月18日  | 川崎       |                                                                                   |
| Z9 | 2013年6月22日  | 川崎       | 首列以"甲種輸送"方式運送交付之編組，因2022年3月16日福島地震於白石藏王站附近出軌。 |
| Z10 | 2013年6月27日  | 日立       |                                                                                   |
| Z11 | 2013年7月12日  | 川崎       | 此編組以"甲種輸送"方式運送交付之編組                                              |
| Z12 | 2013年7月10日  | 日立       |                                                                                   |
| Z13 | 2013年8月24日  | 川崎       | 此編組以"甲種輸送"方式運送交付之編組                                              |
| Z14 | 2013年8月30日  | 日立       |                                                                                   |
| Z15 | 2013年9月14日  | 川崎       | 此編組以"甲種輸送"方式運送交付之編組                                              |
| Z16 | 2013年9月27日  | 日立       |                                                                                   |
| Z17 | 2013年10月9日  | 川崎       | 此編組以"甲種輸送"方式運送交付之編組                                              |
| Z18 | 2013年10月25日 | 日立       |                                                                                   |
| Z19 | 2013年11月1日  | 川崎       | 此編組以"甲種輸送"方式運送交付之編組                                              |
| Z20 | 2013年11月30日 | 日立       |                                                                                   |
| Z21 | 2013年12月11日 | 川崎       | 2020東京奧運廣告塗裝車                                                            |
| Z22 | 2014年1月21日  | 川崎       |                                                                                   |
| Z23 | 2014年2月13日  | 日立       |                                                                                   |
| Z24 | 2014年4月3日   | 日立       |                                                                                   |

## 運用

### 2022年3月12日改點後
主要擔任秋田新幹線的「小町號」及東北新幹線的「隼號」，部分為「山彥號」及「那須野號」。在東北新幹線區間的大部分列車與E5/H5系混編運行。在宇都宮車站 - 盛岡車站間以320km/h的最高速度行駛。

### 車輛運用[41]
列車全部配屬於秋田新幹線車輛中心。